# Resolution 2177 des UN-Sicherheitsrates
Mit der UN-Resolution 2177 wurde am 18. September 2014 die UNMEER ins Leben gerufen, die erste UN-Mission aufgrund einer Krankheit (Ebola). Ziel der Mission war die Eindämmung der vor allem in Westafrika außer Kontrolle geratenen Ebolaepidemie.
Die Hauptaufgabe war vor allem die logistische Verteilung von Krankenstationen, Fahrzeugen und Telekommunikationsausrüstung in den am stärksten betroffenen Ländern. Um dieses Ziel zu erreichen, arbeitete die UN mit der AU, ECOWAS und den Regierungen der betroffenen Länder zusammen. Der Hauptsitz der UN-Mission war in Ghanas Hauptstadt Accra. Der US-Amerikaner Anthony Banbury übergab am 3. Januar die Leitung der Mission an Ismail Ould Cheikh Ahmed. Am 25. April übergab dieser die Leitung an Peter Graaff, der die Mission bis zu deren Ende am 31. Juli 2015 leitete.